# Podil, Sribne
Podil (în ucraineană Поділ) este localitatea de reședință a comunei Podil din raionul Sribne, regiunea Cernihiv, Ucraina.

## Demografie
Componența lingvistică a localității Podil
     Ucraineană (98,63%)
     Rusă (1,37%)
Conform recensământului din 2001, majoritatea populației localității Podil era vorbitoare de ucraineană (98,63%), existând în minoritate și vorbitori de rusă (1,37%).